# Mezno (železniční zastávka)
Mezno je železniční zastávka, která leží v km 98,350 železniční trati Praha – České Budějovice mezi stanicemi Červený Újezd u Votic a Chotoviny. Nachází se východně od obce Mezno v místě původní silnice z Mezna směrem k silnici I/3 v okrese Benešov ve Středočeském kraji. Zastávka nahrazuje dřívější stejnojmennou zastávku s hradlem.

## Historie
Zastávka byla stavebně dokončena k 1. červenci 2022 v rámci zprovoznění přeložky tratě mezi Voticemi a Sudoměřicemi u Tábora, ale vzhledem k přetrvávajícímu jednokolejnému provozu v úseku Votice – Červený Újezd u Votic byly přes prázdninové měsíce všechny osobní vlaky nahrazeny náhradní autobusovou dopravou. Vlaky zde začaly zastavovat se zavedením dvojkolejného provozu od 1. září 2022.

## Uspořádání
Zastávka je vybavena dvěma vnějšími jednostrannými nástupišti o délce 90 m a výšce 550 mm nad temenem kolejnice a podchodem s rampami pro bezbariérový přístup. Obě nástupiště jsou osazena přístřešky pro cestující. Zastávka nachází blíže k obci než zastávka původní a je přístupná z obou stran. V průběhu výstavby byla přeložena původní silnice, která po vybudování zastávky slouží jako přístupová cesta k obci, směrem k osídlení u původní zastávky byl vybudován chodník. Cestující jsou v zastávce informování o jízdách vlaků pomocí akustického a vizuálního informačního systému, který je ovládán z CDP Praha nebo z pracoviště pohotovostního výpravčího Tábor.